# Молодцов Дмитро Васильович
Дмитро́ Васи́льович Молодцо́в (нар. 14 жовтня 1984 (40 років) ) — український футболіст, чемпіон і срібний призер літніх Паралімпійських ігор. Майстер спорту України міжнародного класу.
Займається у секції футболу Дніпропетровського обласного центру «Інваспорт».

## Відзнаки та нагороди
- Орден «За заслуги» III ст. (4 жовтня 2016) — За досягнення високих спортивних результатів на XV літніх Паралімпійських іграх 2016 року в місті Ріо-де-Жанейро (Федеративна Республіка Бразилія), виявлені мужність, самовідданість та волю до перемоги, утвердження міжнародного авторитету України[2]